# Venas
Venas település Franciaországban, Allier megyében. Lakosainak száma 224 fő (2022. január 1.). Venas Cosne-d’Allier, Hérisson, Louroux-Bourbonnais, Sauvagny és Haut-Bocage községekkel határos.

## Népesség
A település népessége az elmúlt években az alábbi módon változott:
| Lakosok száma | 298  | 269  | 242  | 237  | 243  | 247  | 235  | 236  | 237  | 224  |
|               | 1968 | 1982 | 1999 | 2006 | 2011 | 2015 | 2017 | 2018 | 2020 | 2022 |